# Flora, Morphologie, Geobotanik und Oekologie
Flora, Morphologie, Geobotanik und Oekologie (abreviado Flora, Morphol. Geobot. Oekol.) fue una revista ilustrada con descripciones botánicas que fue editada por la Sociedad Botánica Regensburgische y se publicó en los años 1988-1993, durante los cuales se editaron los números 180-187. Fue precedida por Flora, Morphol. Geobot. Oekophysiol. y reemplazada por Flora, Morphol. Geobot. Ecophysiol..